# Demografia Lituaniei

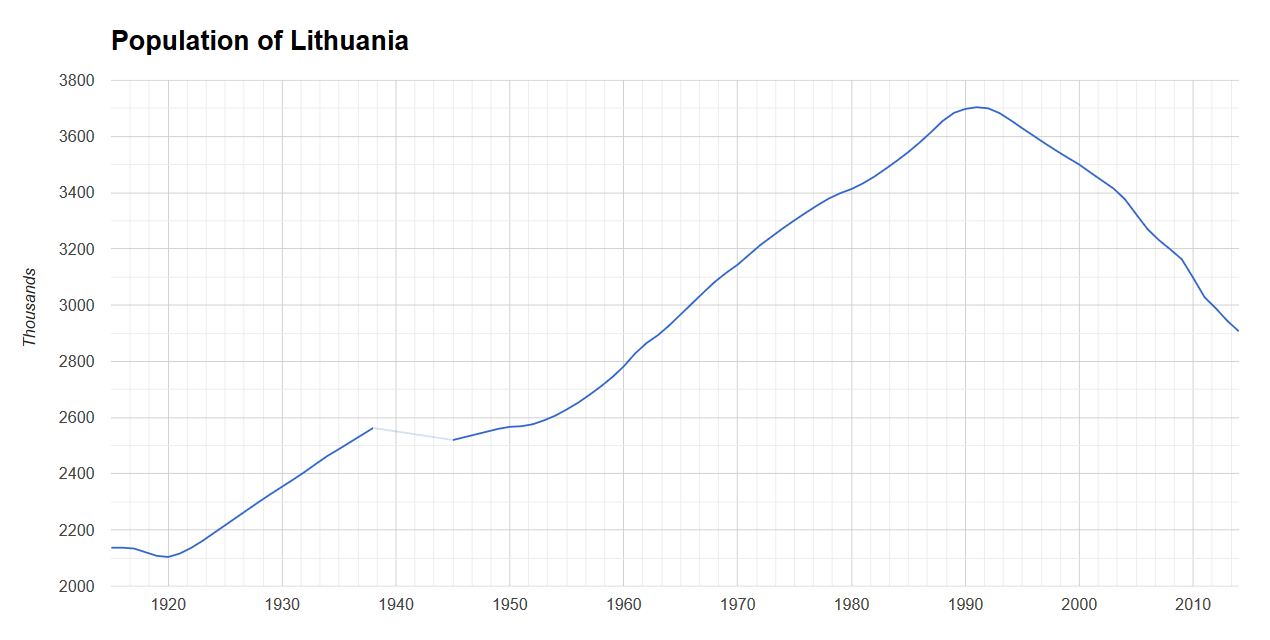
Populația Lituaniei 1915-2014

Populația Lituaniei este de circa 3 milioane de locuitori. Sporul natural este unul scăzut (-4%), speranța de viață la naștere pentru bărbați este de 66,4 ani, iar pentru femei 77,8 ani.
Lituanienii reprezintă circa 83,4%, polonezii 6,7%, rușii 6,3%, alții 3,6% (letoni, tătari, germani, țigani, armeni, români, amerindieni). Religia predominantă este romano-catolicismul cu 79%, ortodoxismul rus 4,1%, protestanți 1,9%, altele 5,5%, atei 9,5%. Limba oficială este lituaniana, cu 82%, apoi rusa 8%, poloneza 5,6%, altele 4,4%. Limba lituaniană este prima vorbită pentru 2 955 000 de locuitori. Alte limbi vorbite sunt rusa (344 000 vorbitori), poloneza (258 000 vorbitori), belarusa (63 000 vorbitori), ucraineana (45 000 vorbitori), tătara (5 100 vorbitori) și letona (5 000 vorbitori).